# Magyar Képzőművészek és Iparművészek Szövetsége
Magyar Képzőművészek és Iparművészek Szövetsége (rövidítése MKISZ; 1061 Budapest, Andrássy út 6. sz.; alapítva 1949-ben).

## Története
A képzőművészek munkájának támogatására alakult meg 1949-ben, 1959-ben átszervezték, akkor átmeneti ideig a nevét is megváltoztatták, Magyar Képzőművészek Szövetsége lett. Festő-, szobrász-, grafikus-, iparművész és művészeti író szakosztályai működtek. Felügyeleti szerve a Művelődésügyi Minisztérium volt, költségvetését is ez a minisztérium biztosította. 1989-ig a kultúrpolitika hivatalos partnereként, a képzőművészet egyedüli társadalmi, szakmai szervezeteként működött. Monopolhelyzete a rendszerváltással megszűnt. Ma önálló országos hatáskörű szervezet, képző-, ipar-, tervezőművészeti és restaurálási szakágakkal, sok más egyesülettel versenyben működve. Legfőbb versenytársa az 1994/95-ben megalakított Magyar Képzőművészeti és Iparművészeti Társaságok Szövetsége nevű ernyőszervezet, amely megalakulásakor 14 művészeti egyesületet foglalt magába.

## Országos szakosztályai
- Belsőépítész Szakosztály
- Érem Szakosztály
- Festő Szakosztály
- Interdiszciplináris Szakosztály
- Ipari Formatervezők Társasága
- Karikatúra Szakosztály
- Képgrafika Szakosztály
- Képgrafika Szakosztály II.
- Magyar Keramikusok Társasága
- Menedzser Szakosztály
- Művészeti Író Szakosztály
- Ötvös Szakosztály
- Restaurátor Szakosztály
- Számítógépes Szakosztály
- Szatirikus Művészeti Szakosztály
- Szobrász Szakosztály
- Tervező Grafikus Szakosztály
- Textil Szakosztály
- Üvegtervező Szakosztály

## Nemzetközi kapcsolatai
A szövetség csoportos kiállítások, szakmai konferenciák megrendezése érdekében kapcsolatot ápol a hazai szervezeteken túl a vizuális kultúra különböző területein működő nemzetközi szakmai szerveződésekkel. Közülük tagja az alábbiaknak:
- AIAP (Association Internationale des Arts Plastiques) – más néven IAA (International Association of Art)
- EIN (European Textile network)
- FIDEM (Federation Internationale de la Medaille)
- ICOGRADA (International Council of Graphic Design Associations)
- ICSID (International Council of Societies of Indusrial Design)[1]

## Kiállító helyei
- Andrássy úti Galéria (MKISZ székhelye)
- Árkád Galéria (1072 Budapest, Rákóczi út 30.)

## Szakmai folyóirata
- Művészet : Magyar Képzőművészek Szövetségének folyóirata (1960-1990)
- Hírlevél

## Külső hivatkozások
- Magyar Képzőművészek és Iparművészek Szövetsége honlapja
- MKISZ Szakosztályok Tagnévsor és az alkotók egy-egy művének reprodukciója
- MKITSZ